# Indische Badmintonmeisterschaft 1954/55
Die Indische Badmintonmeisterschaft der Saison 1954/55 fand Anfang Januar 1955 in Poona statt. Es war die 19. Austragung der nationalen Titelkämpfe im Badminton in Indien. 

## Finalergebnisse
| Disziplin    | Sieger                          | Finalist         | Ergebnis          |
| ------------ | ------------------------------- | ---------------- | ----------------- |
| Herreneinzel | Nandu M. Natekar                | Trilok Nath Seth | 6-15, 15-10, 15-2 |
| Dameneinzel  | Sunder Patwardhan               | Suman Deodhar    | 11-4, 11-5        |
| Herrendoppel | Gajanan Hemmady Manoj Guha      |                  |                   |
| Damendoppel  | Suman Deodhar Sunder Patwardhan |                  |                   |
| Mixed        | Nandu M. Natekar Shashi Bhatt   |                  |                   |